# Internal Ribosome Entry Site
Le IRES o siti di inizio interni per i ribosomi sono delle particolari strutture che si possono ritrovare a livello della 5' UTR di alcuni mRNA. Le IRES furono osservate per la prima volta a livello di mRNA virali in cui si era notato come alcuni mRNA erano privi del Cap al 5'. Le IRES favoriscono quindi la traduzione di mRNA privi del Cap al 5' o quando si ha un blocco globale della traduzione. A seconda della struttura delle IRES, queste, possono o meno necessitare di proteine che coadiuvano il processo di traduzione Cap-indipendente. Più una IRES ha una struttura semplici e maggiore è in numero di fattori richiesti. Queste proteine prendono il nome di ITAF. Negli ultimi anni si è poi osservato come anche numerosi mRNA eucariotici posseggano IRES e in particolare questi messaggeri portano alla produzione di fattori di crescita, citochine e anche di proteine che inducono la carcinogenesi. Si è poi osservato come fattori infiammatori (come le interleuchine) e fattori di crescita (come FGF2) fungano da ITAF per la traduzione di questi mRNA.
Diversi esperimenti hanno dimostrato che, anche a fronte di un blocco globale della traduzione, indotto dall'uso di rapamicina (che porta al blocco di mTOR), questi mRNA che portano IRES continuano ad essere tradotti. Si è inoltre osservato che fattori di crescita come FGF2 portano ad un incremento massivo nella traduzione di particolari mRNA implicati nell'insorgenza tumorale.